# Susanne Heinz
Susanne Heinz (* 4. Mai 1969) ist eine deutsche Anglistin und Fremdsprachendidaktikerin.

## Leben
Von 1989 bis 1996 studierte sie Anglistik und Geschichte an der Ruprecht-Karls-Universität Heidelberg und der University of Stirling (Erasmus-Stipendium). Von 2003 bis 2007 war sie Studienrätin für Englisch und Geschichte am Gymnasium Schramberg. Seit 2016 ist sie Professorin für Englisch als Fremdsprache in Kiel.
Ihre Forschungsinteressen sind Mobile Enhanced Language Learning und Teaching (MELLT), Literatur im EFL-Klassenzimmer (Kinderliteratur, Jugendliteratur, Graphic Novels, Shakespeare), ein multimodaler Ansatz zur Literatur, Filme im Fremdsprachenunterricht, amerikanische Kulturwissenschaften und Aus- und Weiterbildung von Fremdsprachenlehrern.

## Schriften (Auswahl)
- Englanderfahrung und Gesellschaftskritik. Nathaniel Hawthornes English notebooks und Our old home. Hamburg 2002, ISBN 3-8300-0720-5.
- African Americans in film. Driving Miss Daisy, Finding Forrester, In the heat of the night. Unterrichtshinweise und Kopiervorlagen. Stuttgart 2010, ISBN 978-3-12-577468-1.
- Mobile Learning und Fremdsprachenunterricht. Theoretische Verortung, Forschungsüberblick und Studie zum Englischunterricht in Tablet-Klassen an Sekundarschulen in Bayern. Bad Heilbrunn 2018, ISBN 3-7815-2223-7.
- (Hg.): African Americans – history, politics and culture. Stuttgart 2020, ISBN 3-12-580016-1.